# Håkan Tunesson
Håkan Tunesson (ofta med äldre genitivformen Tunason), var en svensk riddare, riksråd och marsk under kung Magnus Ladulås regeringstid. Han nämns som marsk åren 1281–1289 och tillhörde den svårutredda släktgrupp som brukar betecknas som Vinstorpaätten och där hans släktgren har fått bilda en egen undergren med honom som stamfader, som kallas Håkan Tunessons ätt. I sitt vapen förde han en kluven sköld med en halv lilja i det högra fältet och två balkar i det vänstra. Vapnet användes även av flera av hans systersöner och ärvdes sedan i olika former inom Vinstorpaätten med varierande antal snedbjälkar och skiftande tinkturer. 
Håkan Tunasons föräldrar är okända, far Tune är känd endast genom barnens patronymikon.
Håkan Tunason titulerades riddare och marsk 1281–1289. Han var riksråd 1285 och 1288. Tillsammans med systern Olof donerade han gammalt arvegods i Sättuna, Östergötland, till Vreta kloster som ingift för systerdottern. 

## Familj
Hustrun är okänd. Han hade sonen Mats Håkansson, omnämnd 1306 och antogs felaktigt av äldre genealoger ha varit far till Vinstorpaättens stamfar Udd Matsson.